# Mynes atinia
Mynes atinia är en fjärilsart som beskrevs av Hans Fruhstorfer 1909. Mynes atinia ingår i släktet Mynes och familjen praktfjärilar. Inga underarter finns listade i Catalogue of Life.